# Sân bay Pécs Pogány
Sân bay Pécs Pogány (tiếng Hungary: Pécs-Pogány repülőtér) hay Sân bay Pécs Nam (ICAO: LHPP) là một sân bay phục vụ Pécs, một thành phố ở hạt Baranya, Hungary.
Sân bay này có độ cao 305 mét trên mực nước biển. Sân bay có một đường băng 16/34 bề mặt asphalt có kích thước 1.500 nhân 30 mét (4.921 ft × 98 ft).